# 가쓰타역
가쓰타역(일본어: 勝田駅)은 일본 이바라키현 히타치나카시에 있는 동일본 여객철도(JR동일본) · 일본화물철도(JR화물) · 히타치나카 해변 철도의 철도역이다.
히타치나카 시의 대표역이다.

## 이용 가능한 철도 노선
- 동일본 여객철도
  - 조반선
  - 미토선(일부 열차가 도모베역에서 조반선 경유로 탄 채 들어감)
- 히타치나카 해변 철도
  - 미나토선

## 역 구조
- 동일본 여객철도과 히타치나카 해변 철도의 공동 사용역이고, 동일본 여객철도가 개찰 업무를 한다.
- 단식 승강장(일부 절결식) 1면 2선과 섬식 승강장 1면 2선의 계 2면 4선의 지상역이고, 교상 역사를 가진다.

### 타는 곳
| 1 | ■ 히타치나카 해변 철도 미나토선 | 나카미나토 · 아지가우라 방면                                              |
| 2 | ■ 조반선                        | 미토 · 오야마 · 쓰치우라 · 우에노 · 도쿄 · 시나가와 방면 (우에노도쿄라인) |
| 3 | ■ 조반선                        | 미토 · 오야마 · 쓰치우라 · 우에노 · 도쿄 · 시나가와 방면 (우에노도쿄라인) |
| 3 | ■ 조반선                        | 히타치 · 다카하기 · 이와키 방면                                           |
| 4 | ■ 조반선                        | 히타치 · 다카하기 · 이와키 방면                                           |

- 3번선은 주로 당역에서 미토 방면의 시발·종착 열차가 사용하지만 2번선 시발 열차며, 히타치 방면에서의 종착 열차가 있다. 현재는 3번선에서의 히타치 방면의 열차는 설정되지 않다.
- 구조 상, 2번선에서 미나토선 나카미나토 방면에 가는 것이 가능하다. 일찍이는 여름에 조반선 우에노 방면에서 나카미나토 방면에의 직결 열차가 운전된 것도 있다.

## 이용 상황
- 동일본 여객철도
  - 2009년도의 1일 평균 승차 인원은 11,977명이었다.

## 역세권 정보

### 서쪽 출구
- 가쓰다 차량 센터 - 동일본 여객철도의 차량 기지.

### 동쪽 출구
- 히타치나카 시청

## 역사
- 1909년 12월 16일 - 운전 취급을 개시.
- 1910년 3월 18일 - 국유 철도 조반선 미토역 - 사와역 간에 개업.
- 1913년 12월 25일 - 미나토 철도 미나토선 가쓰타 역 - 나카미나토 역 간 개통.
- 1944년 8월 1일 - 미나토 철도가 합병으로 인해서 이바라키 교통이 된다.
- 1987년 4월 1일 - 국철 분할 민영화에 의해 일본국유철도의 역은 동일본 여객철도·일본화물철도의 역이 된다.
- 2001년 11월 18일 - IC 커드 Suica 서비스 개시.
- 2008년 4월 1일 - 이바라키 교통이 히타치나카 해변 철도에 이관되어 이바라키 교통의 역은 히타치나카 해변 철도의 역이 된다.

## 인접한 역
| 동일본 여객철도 조반선        | 동일본 여객철도 조반선 | 동일본 여객철도 조반선   |
| ----------------------------- | ---------------------- | ------------------------ |
| 미토 방면                     | ■ 조반선               | 사와 이와키 방면         |
| 히타치나카 해변 철도 미나토선 |                        |                          |
| 시·종착역                     | ■ 미나토선             | 고키마에 아지가우라 방면 |